# Neshkoro
Neshkoro és una població dels Estats Units a l'estat de Wisconsin. Segons el cens del 2000 tenia 453 habitants.

## Demografia
Segons el cens del 2000, Neshkoro tenia 453 habitants, 185 habitatges, i 130 famílies. La densitat de població era de 74,1 habitants per km².
Dels 185 habitatges en un 25,9% hi vivien nens de menys de 18 anys, en un 58,4% hi vivien parelles casades, en un 7% dones solteres, i en un 29,7% no eren unitats familiars. En el 25,9% dels habitatges hi vivien persones soles el 14,1% de les quals corresponia a persones de 65 anys o més que vivien soles. El nombre mitjà de persones vivint en cada habitatge era de 2,32 i el nombre mitjà de persones que vivien en cada família era de 2,78.
Per edats la població es repartia de la següent manera: un 21,2% tenia menys de 18 anys, un 5,7% entre 18 i 24, un 24,9% entre 25 i 44, un 23,6% de 45 a 60 i un 24,5% 65 anys o més.
L'edat mediana era de 44 anys. Per cada 100 dones de 18 o més anys hi havia 96,2 homes.
La renda mediana per habitatge era de 39.167 $ i la renda mediana per família de 43.661 $. Els homes tenien una renda mediana de 27.391 $ mentre que les dones 19.583 $. La renda per capita de la població era de 17.206 $. Aproximadament el 5,8% de les famílies i el 5,5% de la població estaven per davall del llindar de pobresa.

## Poblacions més properes
El següent diagrama mostra les poblacions més properes.